# Аббатство Баттл
Аббатство Баттл (англ. Battle Abbey) — частично разрушенный бенедиктинский монастырь в небольшом городе Баттл в графстве Восточный Суссекс, Великобритания.
Монастырский комплекс был основан Вильгельмом I Завоевателем на месте битвы при Гастингсе. Аббатство было посвящено святому Мартину и изначально носило название «Монастырь Св. Мартина в Баттле».

## История

### Нормандское завоевание
В 1070 году папа Александр II наложил на норманнов епитимью́ за истребление населения и разорение земель при завоевании Англии. В ответ на это Вильгельм Завоеватель дал обет построить аббатство на месте битвы при Гастингсе. Предполагается, что алтарь главной церкви монастыря находился на месте гибели в этой битве английского короля Гарольда II.
Вильгельм начал строительство, посвятив аббатство Св. Мартину (известному как «апостол галлов»). Церковь Св. Мартина была закончена после смерти Вильгельма I и освящена в 1095 году во время правления его сына Вильгельма II Рыжего. 
По приказу Вильгельма аббатство Св. Мартина было выведено из епископального подчинения и приравнено к Кентерберийскому аббатству.
Возможно, в аббатстве хранился список соратников Вильгельма Завоевателя, однако его оригинал не сохранился, список известен только из позднейших реконструкций XVI века. По мнению некоторых исследователей, он был создан не сразу после завоевания, а примерно в XIV веке, чтобы указать, какие семьи якобы «пришли с Завоевателем».

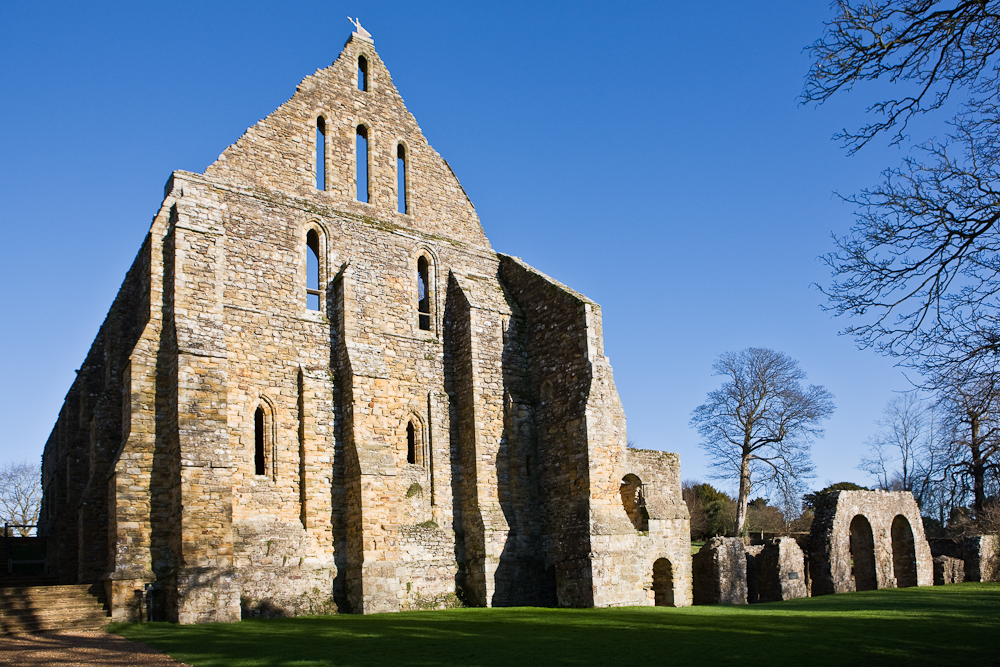
Фасад общежития

### Секуляризация и частные владельцы
В период ликвидации монастырей, проводимой в 1538 году королём Генрихом VIII, аббатство было практически разрушено. Монахи и аббат получили пенсии, аббатство частично отошло к частным собственникам.
Большую часть земли и построек Генрих VIII отдал своему другу лорду-констеблю, сэру Энтони Брауну. Сэр Браун снёс церковь и часть монастыря, превратив покои аббата в загородный дом.
В 1721 году аббатство было продано потомком сэра Брауна баронету сэру Томасу Вебстеру. Аббатство принадлежало семье Вебстер до 1858 года, пока не было продано лорду Гарри Вейну (впоследствии герцог Кливленда). После смерти герцогини Кливленда в 1901 году имение было выкуплено сэром Августом Вебстером. Потомки сэра Августа, 7-го и последнего баронета, продали Аббатство Баттл государству в 1976 году.

## Архитектура

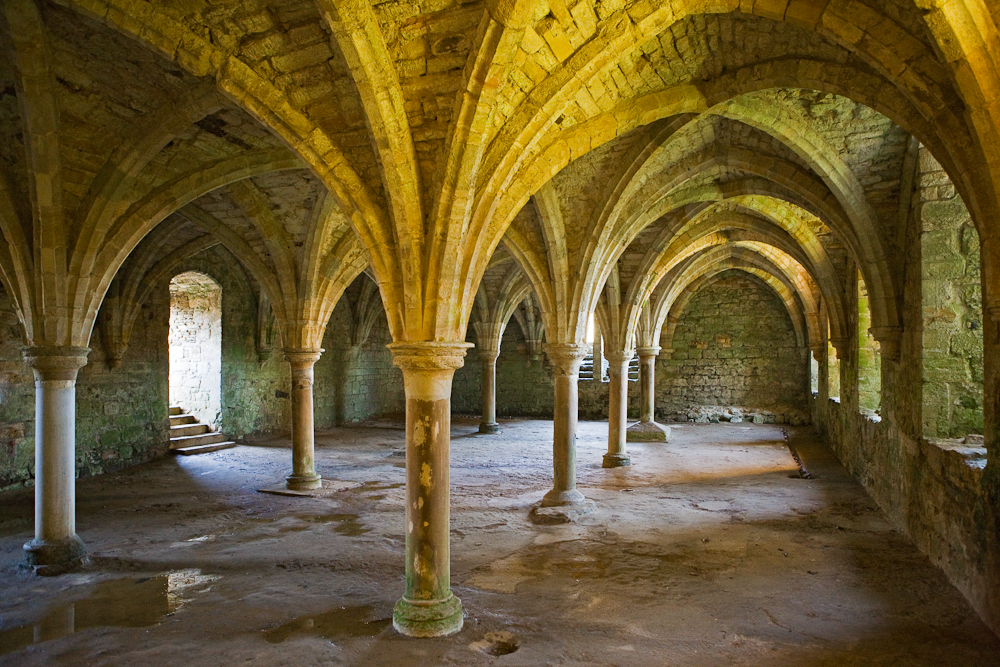
Комната послушников монастыря

Монастырские постройки аббатства располагались согласно конвенциональному Бенедиктинскому плану — к югу от церкви. После закрытия аббатства в 1538 году большинство построек было снесено или разрушено от запустения. Ряд исторически важных зданий до сих пор сохранился.
Северный фасад главных ворот и прилегающая к нему стена, построенные в XIV веке, считаются одними из выдающихся в Англии. Зубцы, бойница и стены свидетельствуют о высокой степени обороноспособности аббатства. Оно должно было защищать побережье Сассекса, особенно во время Столетней войны. Однако здание было не в состоянии выдержать серьёзное нападение. Вероятнее всего оно использовалось для церемониальных и административных функций. Монахи аллегорически называли ворота порталом в Небесный Иерусалим.
Во внутреннем дворе располагались мастерские, складские помещения и смежное с главными воротами здание суда XVI века, построенное после секуляризации монастырей Генрихом VIII.

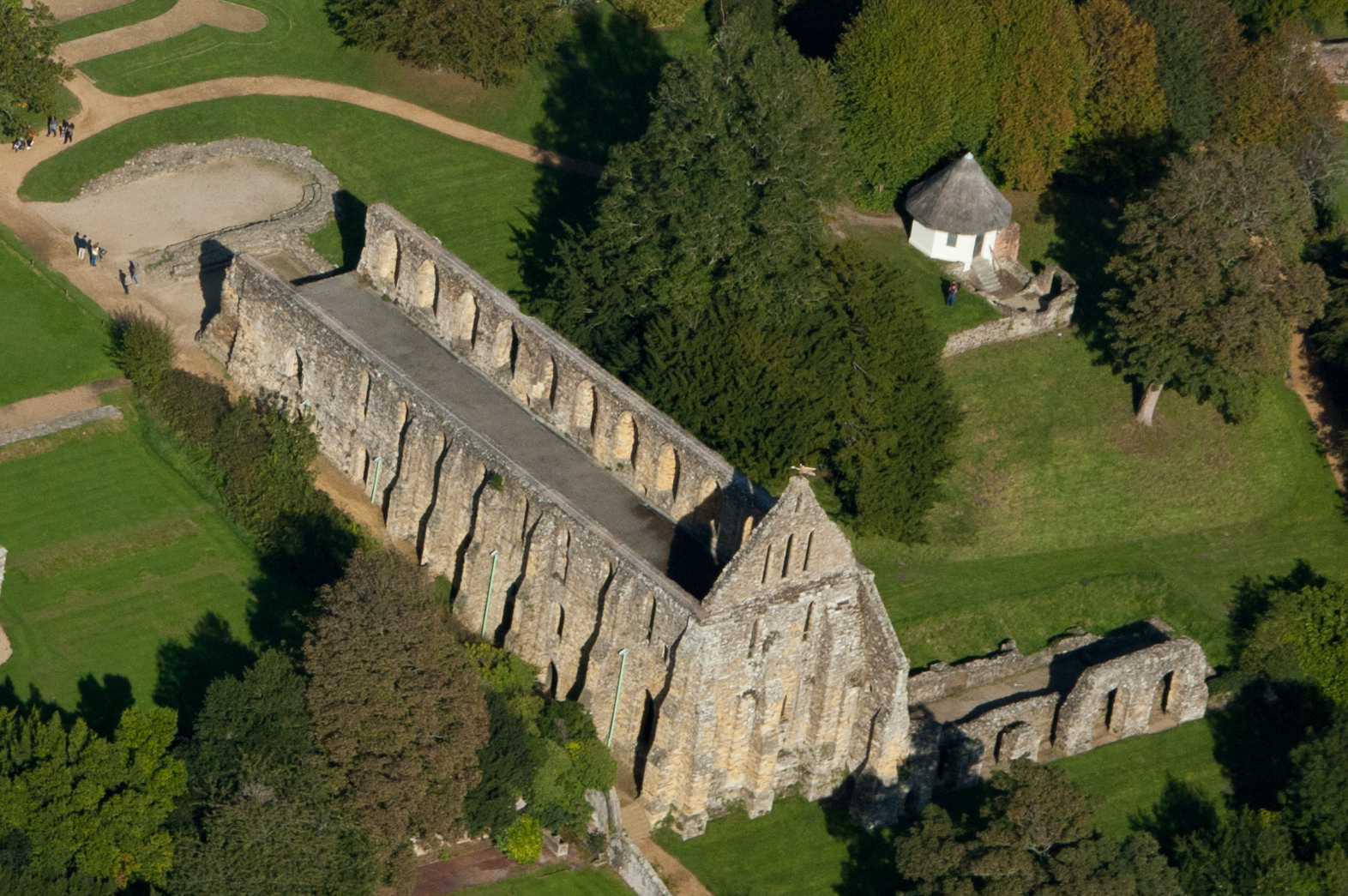
Вид на руины с высоты птичьего полёта

О высоком качестве построек аббатства свидетельствует удивительное сводчатое помещение на цокольном этаже общежития. Но строительство на наклонном участке местности связано с наличием серьёзных проблем при строительстве. На это указывает архитектура первого этажа общежития.
Далее на востоке располагается восьмиугольная маслобойня с соломенной крышей, построенная в 1818 году, и подземный ле́дник, как пережитки более поздних этапов жизни аббатства в качестве загородного дома.

## Туризм

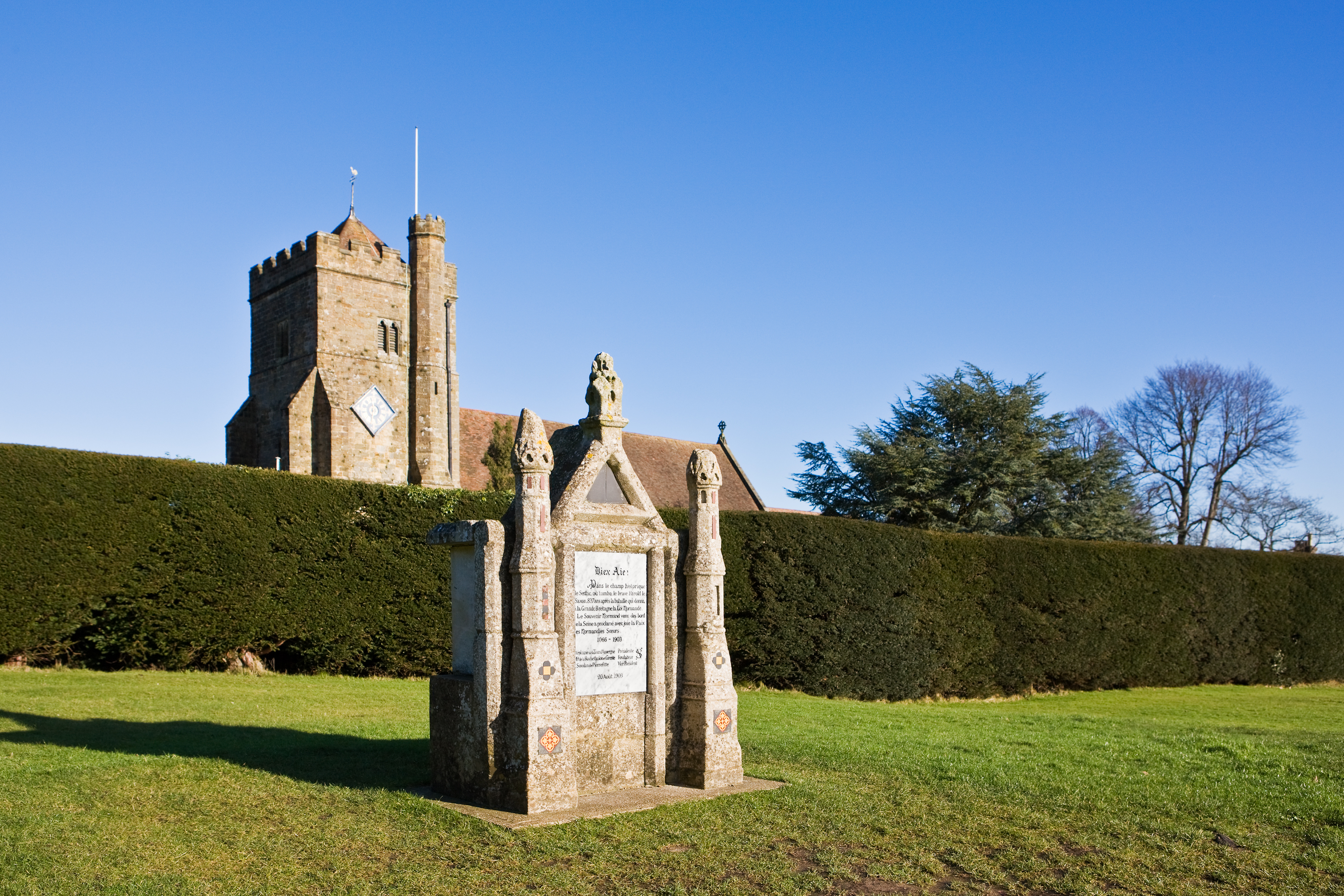
Памятник королю Гарольду II

В настоящее время руины аббатства и прилегающая к нему территория являются туристической достопримечательностью и находятся на попечении британской государственной Комиссии по национальным памятникам.
Туристов привлекают не только развалины, но и реконструкция битвы под Гастингсом, которая проводится каждый год. В постановке участвуют как профессиональные актёры, так и любители со всего мира.
Сохранившиеся постройки (дом аббата, трапезная) были реконструированы и приспособлены для жизни. Сейчас там располагается частная школа. В течение учебного года покои закрыты для посетителей, экскурсии проводятся во время школьных каникул.
На месте гибели короля Гарольда установлена мемориальная доска. Рядом находится памятник Гарольду, возведённый народом Нормандии в 1903 году.